# Lurdes Rodriguez Basolí
Lurdes Rodriguez Basolí, coneguda com Lurdes R. Basolí (Granollers, Vallès Oriental, 1981) fotògrafa catalana que es dedica a la fotografia documental i editorial, i a la docència.

## Formació
Llicenciada en Comunicació audiovisual per la Universitat Ramon Llull en 2004 i amb un Postgrau en Fotoperiodisme per la Universitat Autònoma de Barcelona en 2005 s'ha dedicat a la fotografia documental col·laborant en diferents publicacions nacionals i internacionals. Resideix entre Barcelona i Sant Sebastià però ha viatjat per diferents països en la seva tasca professional.
En 2005 rebé la beca de Fotoperiodisme de Gijón i dos anys més tard la beca de les Trobades de Fotoperiodisme d'Albarrasí. En 2008 va ser seleccionada al premi Descubrimientos de PHotoEspaña. Un any després obté la beca Fotopress de LaCaixa.

## Trajectòria artística
En 2010 l'Agència Magnum li atorga el premi Inge Morath, dedicat a joves documentalistes menors de 30 anys, la primera espanyola a obtenir-ho pel treball Caracas, la sucursal del cielo, 35 fotografies en blanc i negre sobre els suburbis de Caracas.
Orienta la seva carrera professional a la fotografia documental a la recerca de la identitat femenina. Els seus reportatges més coneguts són "Caracas, la sucursal del cielo" en el qual es mostra, en blanc i negre, la mort quotidiana en els suburbis de la capital veneçolana i "Fantasmas de Chernobil", sobre les petjades de l'accident nuclear que va sofrir Ucraïna. Altres treballs són "Sueños de princesas" on es mostren les celebracions dels 15 anys en la Cuba actual o "Danube Revisited", projecte a través del qual 9 fotògrafes (Olivia Arthur, Emily Schiffer, Claire Martin, Claudia Guadarrama, Mimi Chakarova, Ami Vitale, Jessica Dimmok i Kathryn Cook) guardonades amb el mateix premi Inge Morath recorren Europa seguint el curs del riu Danubi, i del que Basolí és una de les seves impulsores. Amb aquest viatge pretenen homenatjar a la fotògrafa Inge Morath, pionera en l'agència Magnum, i reivindicar la veu de les dones en la fotografia documental.
Basolí compagina treballs personals amb treballs per encàrrec per a mitjans com El País Setmanal, El Mundo Magazine, La Vanguardia Magazine, The Sunday Times Magazine, Foto8, Internazionale, Photo Magazine, Correio da Manhá, Expresso, El Universal, Milenio i La Nación.

### Exposicions[calcitació]
- 2016 Ser Otra, dintre del cicle No todo va a ser hablar, Caixa Forum, Saragossa.
- 2015 Photo Junctions with Lagos Photo, Thought Pyramid Art Centre, exposició grupal, Abuja (Nigeria).
- 2014 Documentary photography, Baku Museum of Modern Art, exposición grupal, Baku (Azerbaidjan).
- 2012 Under Pressure, European Parliament, exposició grupal, Brussel·les (Bèlgica).
- 2012 Inge Morath Award, Fotohof Gallery, exposició grupal, Salzburg (Àustria).
- 2011 La Hora del Recreo, tour exposició col·lectiva (Amèrica Llàtina).
- 2011 La Sucursal del Cielo, Sala Montehermoso, festival Periscopio, exposició individual, Vitòria.
- 2010 No Revolution, Galeria 2piR, Festiwal Fotodokumentu, exposició col·lectiva, Poznan (Polònia).
- 2010 La Sucursal del Cielo, Dr. Nopo Gallery, exposició individual, València.
- 2009 Closing in – Human Conditions, Noorderlicht International Photofestival, exposició col·lectiva, Groningen (Holanda).
- 2009 En la vía, Feria Iberoamericana d'Arte, Centro cultural Corp Banca, exposició col·lectiva, Caracas (Veneçuela).
- 2009 FotoPres'09, Caixaforum, tour exposició col·lectiva (Espanya).
- 2008 Descubrimientos PhotoEspaña, El Águila, exposició col·lectiva, Madrid.
- 2008 Veneçuela(s), Casa Amèrica Catalunya, exposició individual, Barcelona.

### Beques i Premis[calcitació]
- Beca del Festival de Fotoperiodisme de Gijón 2005.
- Beca del Festival de Fotoperiodisme d'Albarrasí 2007.
- Finalista Descobriments PHE08.
- Beca Clic'08. Generalitat de Catalunya.
- Beca Fotopres 2009. Fundació La Caixa.[5]
- Premi Inge Morath 2010. Fundació Magnum.
- Premi ANI, "Visa pour l'image" 2011.[cal citació]

### Llibres publicats
- La Hora del Recreo. Col·lectiva: Walter Astrada, Lurdes R. Basolí, Maximiliano Braun, Fernando Moleres, Carlos Spottorno. Publicat per Lunwerg. 2011. 208 pàgines / 24.5 x 30.5 cm / Coberta dura / Castellà. ISBN 9788497856973
- Persistence. Col·lectiva: Joop Swart Masterclass: Lurdes R. Basolí, Maisie Crow, Giulio di Sturco, Sarah Elliott, Adam Ferguson, Andrea Gjestvang, Lissette Lemus, Justin Maxon, Dominic Nahr, Saiful Huq Omi, Ed Ou, Alvaro Ybarra Zavala. Published by World Press Photo. 2010. 96 pàgines / 21 x 29.7 cm / Coberta dura / Castellà. ISBN 9789080369894
- Human conditions: Noorderlicht. Catàleg de l'exposició. Publicat per Stichting Aurora Borealis. 2009. 248 pàgines / 28.6 x 22.4 cm / color / Coberta dura / Anglès. ISBN 9789076703411
- Fotopres'09 Catàleg de l'exposició. Publicat per Fundació La Caixa. 2009. Publicació col·lectiva: Mikel Aristregi, Lurdes R. Basolí, Jo Expósito, Aleix Plademunt, Marta Ramoneda, Fosi Vegue, Emilio Morenatti, Walter Astrada, Alfonso Moral. 217 pàgines / 24 x 30 cm / Català - Castellà - Basc - Gallec. ISBN 9788499000220